# Friedrich Gerstenberger von Reichsegg
Friedrich Valentin rytíř Gerstenberger von Reichsegg und Gerstberg (6. března 1860 Debrecín – 14. prosince 1920 Vídeň) byl rakousko-uherský generál. Jako absolvent vojenské akademie sloužil v c. k. armádě od roku 1879, s přestávkami byl téměř dvacet let důstojníkem u husarského pluku č. 5 Graf Radetzky. Na začátku první světové války byl divizním velitelem na východní frontě. V září 1914 byl kvůli zranění z fronty odvolán a odeslán do penze. V roce 1915 byl reaktivován a v letech 1915–1918 zastával funkci vojenského velitele v Prešpurku. V roce 1917 byl povýšen do hodnosti generála jezdectva.

## Životopis
Pocházel ze Slezska, jeho předkové žili na Krnovsku. Narodil se jako nejmladší ze čtyř synů c. k. vrchního finančního rady Johanna Nepomuka Gerstenbergera (1811–1900) povýšeného v roce 1879 do šlechtického stavu. Studoval na Tereziánské vojenské akademii ve Vídeňském Novém Městě (1875–1879) a do armády vstoupil v roce 1879 jako poručík k 5. husarskému pluku v Pardubicích. V letech 1882–1884 si doplnil vzdělání na Válečné škole (K.u.k. Kriegsschule) ve Vídni a v hodnosti nadporučíka (1884) byl zařazen do sboru důstojníků generálního štábu. Deset let strávil s 5. husarským plukem v Kőszegu (1885–1895) a mezitím byl povýšen na kapitána (1892). V letech 1895–1896 byl štábním důstojníkem u 12. armádního sboru v Sibiu a v roce 1896 byl povýšen na majora. Poté byl šéfem štábu jezdecké divize v Jarosławi (1896–1900) a následně se vrátil k 5. husarskému pluku, s nímž pak pobýval v Neusiedlu a Prešpurku. Mezitím byl v roce 1899 povýšen na podplukovníka a u tohoto pluku se stal zástupcem velitele.
V roce 1902 dosáhl hodnosti plukovníka a stal se šéfem štábu 11. armádního sboru ve Lvově (1903–1908). V letech 1908–1909 byl velitelem 15. jezdecké brigády v Tarnopolu a v roce 1909 byl povýšen na generálmajora. Poté převzal velení 16. jezdecké brigády v Prešpurku (1909–1912). V roce 1912 obdržel hodnost polního podmaršála a v letech 1912–1913 byl velitelem 36. pěší divize v Záhřebu. V červnu 1913 byl ze zdravotních důvodů dočasně mimo aktivní službu, ale již v říjnu téhož roku převzal velení 27. pěší divize v Košicích. S touto jednotkou byl na začátku první světové války povolán na východní frontu. Během bojů v Haliči byl v září 1914 zraněn a převezen do nemocnice ve Vídni. K datu 1. prosince 1914 byl penzionován, ale o necelý rok později znovu povolán do aktivní služby a od listopadu 1915 do konce války zastával funkci vojenského velitele v Prešpurku. K datu 11. srpna 1917 obdržel hodnost titulárního generála jezdectva. Po rozpadu monarchie dožil v soukromí ve Vídni.

## Tituly a ocenění
Po otcově nobilitaci v roce 1883 užíval šlechtický titul rytíř s predikátem von Reichsegg, v roce 1907 obdržel další predikát von Gerstberg. Během vojenské služby obdržel řadu vyznamenání.

### Rakousko-Uhersko
- Vojenský záslužný kříž III. třídy (1898)
- Jubilejní pamětní medaile (1898)
- Bronzová vojenská záslužná medaile (1906)
- Řád železné koruny III. třídy (1907)
- Vojenský jubilejní kříž (1908)
- Mobilizační kříž (1913)
- rytířský kříž Leopoldova řádu s válečnou dekorací (1914)
- Vyznamenání za zásluhy o Červený kříž s válečnou dekorací (1916)

### Zahraničí
- rytíř Řádu Albrechtova (1893, Sasko)
- Řád lva a slunce II. třídy (1906, Persie)

## Rodina
V roce 1886 se ve Vídni oženil s baronkou Klementinou Gemmelovou (*1866), dcerou úředníka finanční prokuratury barona Maximiliana Gemmela. Manželství zůstalo bez potomstva. Tímto sňatkem získal mimo jiné vazby na českou šlechtickou rodinu Koců z Dobrše, jeho švagrem byl dělostřelecký důstojník c. k. hejtman baron Alexandr Koc z Dobrše (1851–1893).
Friedrichův starší bratr Karl Theodor (1853–1922) působil u armády jako vrchní intendant. Nejstarší z bratrů byl Johann Nepomuk (1852–1934), který sloužil také v armádě a později byl dlouholetým správcem knihovny arcivévody Evžena na zámku Bruntál. Byl ženatý s baronkou Irmou Miske de Magyar-Czesztve (*1862) ze staré uherské šlechty. Jejich syn Eugen (*1886) byl maďarským diplomatem a adopcí svého strýce Józsefa Miske (1858–1930) získal v roce 1918 jméno a titul baron Miske-Gerstenberger von Magyar-Czesztve und von Reichsegg.